# Salomé (película de 1918)
Salomé es una película muda estadounidense de los géneros de dramático e histórico estrenada en 1918, dirigida por J. Gordon Edwards y protagonizada por Theda Bara, G. Raymond Nye, Alan Roscoe y Herbert Heyes. El guion estuvo a cargo de Adrian Johnson, basándose en la obra de teatro homónima escrita por Oscar Wilde y en el libro Antigüedades judías, de Flavio Josefo.

## Trama
En tiempos de la dominación romana sobre Judea e Israel, las intrigas palaciegas y el libertinaje de las costumbres de la corte imperial escandalizaron a los dirigentes espirituales del pueblo judío, que veían a los romanos como transmisores de una degeneración moral absoluta. Una muestra de ello era la escandalosa conducta de la joven y sensual Salomé, hijastra del rey Herodes sobre el que ejerce un enorme poder.

## Reparto
- Theda Bara como Salomé.
- G. Raymond Nye como Herodes Antipas.
- Albert Roscoe como Juan el Bautista.
- Herbert Heyes como Sejano.
- Bertram Grassby como el príncipe David.
- Genevieve Blinn como la reina Marian.
- Vera Doria como Naomi.
- Alfred Fremont como Galla.

## Recepción
La película fue bien recibida por el público, y gozó de gran popularidad durante varias semanas. La revista Variety categorizó a la película con elogios como «interesante», «pretenciosa», e incluso «sumamente artística». Mientras tanto, The New York Times no se mostró muy sorprendido con la obra, y señaló que: «Si bien hay mucho en la pantalla que no se pudo incluir en ninguna obra de teatro u ópera, hay que admitir que la historia en sí pierde fuerza dramática cuando se limita solo a las imágenes». 
Sin embargo, la película no estuvo exenta de la polémica. Muchas denominaciones religiosas de San Luis atacaron la película no solo por la poca ropa que la protagonista llevaba durante el largometraje, sino también por las incongruencias entre la historia y el relato bíblico. Otros de los puntos a debatir fue el modo en el que se representó en el film a Juan, el bautista: de manera poco seria y sin barba. Incluso se objetó si la película era realmente adecuada para ser visualizada por niños.
En respuesta, el director J. Gordon Edwards declaró que Salomé no se basaba únicamente en un solo relato, y que lo contemplado en la cinta fue una combinación de varias versiones y para ello se empleó una «licencia poética». Edwards también remarcó que la película llevaba «una lección moral grande» ya que «Salomé, de acuerdo con un consenso literario enorme, fue la criatura más lasciva y desenfrenada que la historia nos haya mostrado» y que «condujo al negocio más horrible que haya existido: el 'trueque' (una danza) por la cabeza de un hombre.»

## Estado actual
La película actualmente se considera perdida, aunque la Filmoteca Española conserva unos fragmentos que suman minuto y medio del metraje original.
El preservacionista de cine e historiador francés Henri Langlois afirmó en cierta ocasión que tuvo oportunidad de adquirir la película, sin embargo, abandonó la idea, al considerar que esta «no era una película clásica». Langlois lamentaría la idea por el resto de su vida, puesto que unos años más tarde, la película se perdería para siempre. A partir de este prejuzgamiento, Langlois, entonces, tomaría la determinación de preservar y archivar el mayor número de películas que pudiera durante el resto de su vida.